# ケヴィン・マクドナルド (俳優)
ケヴィン・マクドナルド（Kevin Hamilton McDonald, 1961年5月16日 - ）はカナダの俳優、コメディアン。カナダのスケッチコメディグループキッズ・イン・ザ・ホールの一員。妹が一人いる。

## 人物

### 青年期まで
ケベック州モントリオールにてSheilaと、歯科機器のセールスマンだったHamilton McDonaldの子として生まれた。
父親がカリフォルニア州ロサンゼルスに移り、本人も7歳のときそこへ引っ越した。その後彼の家族はオンタリオ州トロントに移った。
若いころは体重に問題があり、さらにやせすぎてしまったため、1980年代後半まで子供向け番組に出ることが難しかった。スケッチコメディでもこのことをねたにした会話があり、若いころのマクドナルドの映像がキッズ・イン・ザ・ホールのDVDボックスセットに収録されていた。

### 俳優として
友人のデイヴ・フォーリーとともに、キッズ・イン・ザ・ホールを結成。トロントの Second City Training Center で出会った2人は、それぞれが所属していた団体の時よりも精力的にスケッチの台本を書き実行した。劇団のテレビシリーズや舞台作品において、King of Empty Promises, Sir Simon Milligan,Jerry Sizzlerといった人気キャラクターを演じてきた。それでも、彼が最も人気のないメンバーであるがゆえに、いつもクビにならないようにがんばる様子がねたになっている。
キッズ・イン・ザ・ホールの番組が終わった1994年から、Boy Meets Girlといった作品に出るようになり、
The Martin Short Show, Ellen（ラジオパーソナリティー役）、『ザット'70sショー』（悩める若き聖職者 Pastor Dave）、『となりのサインフェルド』、『フレンズ』（ロスの皮膚にできたできものをとる医者'The Guru'役）, NewsRadio（デイヴ・フォーリー主演）、『アレステッド・ディベロプメント』, Corner Gasといった番組や映画などにも俳優として出演してきた。
また、アウトキャストの"Roses"のPVやTim and Eric's Awesome Showにも出演した。
2006年、最もよいカナダのスケッチコメディ団体を決めるという内容のCBCの特別番組で司会を務め、"Sketch with Kevin McDonald" がCanadian Comedy Award (Best Taped Live Performance - The Minnesota Wrecking Crew)を受賞した。
近年はモントリオールのJust for Laughs Festivalの一環としてキッズ・イン・ザ・ホールの同窓会を行い、クレイグ・ノージーとともに、マクドナルドの父親（ハミー）とキッズ・イン・ザ・ホールを描いた2つの機能不全家庭の話を基にした"Hammy and the Kids" を行った。

### 声優として
『スポンジ・ボブ』『インベーダー・ジム』『アングリー・ビーバーズ』『Catscratch』『クラークス』といった作品では声優として活躍してきており、『フォスターズ・ホーム』では『誰かが誰かをさがしてる』(原題：Sight For Sore Eyes）という回でアイヴァンという名のイマジナリーフレンドを演じ、『リロ・アンド・スティッチ』シリーズでは、異性装を行うエイリアン・プリークリーを演じた。

## 出演作品
| 公開年/放送年 | 作品名                                                           | 役名                                        | 備考                                                     |
| ------------- | ---------------------------------------------------------------- | ------------------------------------------- | -------------------------------------------------------- |
| 2010          | The Kids in the Hall: Death Comes to Town                        |                                             |                                                          |
| 2009          | en:Back at the Barnyard                                          | バクスター                                  |                                                          |
| 2009          | en:Zenon: The Animated Series                                    | Alexander                                   |                                                          |
| 2007          | en:WordGirl                                                      | Vocab Bee Chief Judge                       | テレビアニメ                                             |
| 2007          | ザ・ペンギンズ from マダガスカル The Penguins of Madagascar      | バリー                                      | テレビアニメ、ゲスト出演                                 |
| 2007          | 鉄板英雄伝説 Epic Movie                                          | ハリー・ポッター                            |                                                          |
| 2006          | エアポート・アドベンチャー クリスマス大作戦 Unaccompanied Minors | 警備員                                      | 他のキッズ・イン・ザ・ホールのメンバーとともにカメオ出演 |
| 2006          | en:Casper's Scare School                                         | Beaky (海賊のオウム)                        |                                                          |
| 2006          | en:Sketch with Kevin McDonald                                    | 司会                                        |                                                          |
| 2006          | en:Minoriteam                                                    |                                             |                                                          |
| 2006          | リロイ・アンド・スティッチ Leroy & Stitch                        | プリークリー                                |                                                          |
| 2005          | en:Catscratch                                                    | Waffle                                      | テレビシリーズ                                           |
| 2005          | スカイ・ハイ Sky High                                            | メドゥラ                                    |                                                          |
| 2005          | リロ・アンド・スティッチ2 Lilo & Stitch 2: Stitch Has a Glitch   | プリークリー                                |                                                          |
| 2004          | フォスターズ・ホーム Foster's Home for Imaginary Friends         | アイヴァン                                  | TVアニメ、たくさんの目が付いたイマジナリーフレンド       |
| 2004          | en:Zeroman                                                       | Rusty Woodenwater                           | TVシリーズ                                               |
| 2003          | en:Sick in the Head                                              |                                             | TV                                                       |
| 2003          | スティッチ!ザ・ムービー Stitch! The Movie                        | プリークリー                                |                                                          |
| 2003          | リロ・アンド・スティッチ Lilo & Stitch: The Series               | プリークリー                                | TVアニメ                                                 |
| 2002          | en:The True Meaning of Christmas Specials                        | The Ghost of Christmas Specials Yet To Come | TV                                                       |
| 2002          | リロ・アンド・スティッチLilo & Stitch                            | プリークリー                                |                                                          |
| 2002          | en:Kids in the Hall: Tour of Duty                                |                                             |                                                          |
| 2001          | サンタクロース・ブラザーズ The Santa Claus Brothers              | メル                                        | TV映画                                                   |
| 2001          | en:Sketch Pad                                                    | Kids in the Hall                            | TV シリーズ                                              |
| 2001          | インベーダー・ジム Invader ZIM                                   | トーレスト司令官(紫)                        | TVアニメ                                                 |
| 2000          | レディース★マン The Ladies Man                                   | 郵便配達人                                  |                                                          |
| 1999          | ギャラクシー・クエスト Galaxy Quest                              | アナウンサー                                |                                                          |
| 1999          | en:Dinner at Fred's                                              | フレッド                                    |                                                          |
| 1999          | スポンジボブ SpongeBob Squarepants                               |                                             | TVアニメ                                                 |
| 1998          | ザット'70sショー That '70s Show                                  | Pastor Dave                                 |                                                          |
| 1998          | The Godson                                                       | Guppy Calzone                               |                                                          |
| 1998          | Boy Meets Girl                                                   | ジャック                                    |                                                          |
| 1997          | Mr.デーヴ The Wrong Guy                                          | モーテルの支配人                            |                                                          |
| 1996          | en:Mad TV - Vancome Lady Casino                                  | Boss                                        |                                                          |
| 1996          | フレンズ Friends                                                 | グル                                        |                                                          |
| 1996          | ブレイン・キャンディ Kids in the Hall: Brain Candy               | Dr. Chris Cooper 他                         | 脚本も                                                   |
| 1995          | en:National Lampoon's Senior Trip                                | Travis Lindsey                              | スタートレックオタクの Crossing Guard                    |
| 1995          | en:Saving Souls                                                  | Featured Church Follower                    |                                                          |
| 1991          | ザンダリーという名の女 Zandalee                                  | 麻薬売人                                    |                                                          |
| 1988          | en:The Kids in the Hall                                          |                                             | TV シリーズ,コメディ番組                                 |